# 尾川堅一
尾川 堅一（おがわ けんいち、1988年2月1日 - ）は、日本のプロボクサー。愛知県豊橋市出身。第46代日本スーパーフェザー級王者。元IBF世界スーパーフェザー級王者。帝拳ジム所属。

## 来歴
父が日本拳法の道場を営んでいたことで2歳の頃から日本拳法を学ぶ。
桜丘高等学校、明治大学で日本拳法部に所属する。
2010年4月30日、日本武道館で林崎智嘉志と58.0kg契約4回戦を行い、3回2分35秒TKO勝ちを収めデビュー戦を白星で飾った。
2011年9月27日、後楽園ホールで行われた第68回東日本新人王トーナメントスーパーフェザー級部門準決勝で濱名潤と対戦し、4回3-0（40-37×2、40-36）の判定勝ちを収め同門対決を制し決勝に進出した。
2011年11月3日、後楽園ホールで行われた第68回東日本新人王トーナメントスーパーフェザー級部門決勝で伊原健太と対戦し、2回2分0秒KO勝ちを収め東日本新人王の座を射止め、東日本新人王トーナメント決勝戦のMVPに選出された。
2011年12月8日、後楽園ホールで行われた第58回全日本新人王スーパーフェザー級部門決勝戦で西脇一歩と対戦し、5回3-0（50-45×3）の判定勝ちを収め全日本新人王の座を射止めると共に全日本新人王決勝戦のMVPに選出された。
2012年8月4日、後楽園ホールで三好祐樹と60.0kg契約8回戦を行い、プロ初黒星となる5回11秒TKO負けを喫した。
2013年6月1日、後楽園ホールで佐藤駿介とスーパーフェザー級8回戦を行い、2回2分44秒TKO勝ちを収め再起した。
2015年12月14日、後楽園ホールで行われた「ダイヤモンドグローブ&GANGAN148」で日本スーパーフェザー級王者の内藤律樹と対戦し、5回2分28秒3-0（49-47、49-46×2）の負傷判定勝ちを収め王座獲得に成功した。
2016年4月2日、後楽園ホールで行われた「第548回ダイナミックグローブ」で日本スーパーフェザー級1位の杉田聖と対戦し、9回1分36秒KO勝ちを収め初防衛に成功した。
2016年9月10日、後楽園ホールで行われた「第553回ダイナミックグローブ」で日本スーパーフェザー級1位の松下拳斗と対戦し、10回3分4秒TKO勝ちを収め2度目の防衛に成功した。
2016年12月3日、後楽園ホールで行われた「第556回ダイナミックグローブ」で内藤律樹と再戦し、10回3-0（96-94×3）の判定勝ちを収め3度目の防衛に成功した。2017年1月10日、東日本ボクシング協会の2016年12月度の月間MVPに選出された。
2017年3月2日、両国国技館で行われた「ワールド・プレミアム・ボクシング25」で日本スーパーフェザー級1位の杉田聖と対戦し、10回2-0（96-94、97-93、95-95）の判定勝ちを収め11ヵ月ぶりの再戦を制し4度目の防衛に成功した。
2017年7月1日、後楽園ホールで行われた「第562回ダイナミックグローブ」で日本スーパーフェザー級13位の山元浩嗣と対戦し、2回2分0秒TKO勝ちを収め5度目の防衛に成功した。
2017年8月31日、日本スーパーフェザー級王座を返上した。
2017年12月9日、マンダレイ・ベイ・イベント・センターにてミゲル・ローマンVSオルランド・サリドの前座で、IBFスーパーフェザー級5位のテヴィン・ファーマーとIBF世界スーパーフェザー級王座決定戦を行い、12回2-1（116-112、115-113、112-116）の判定勝ちを収めた。この試合は米国ではHBOのボクシング中継番組「ボクシングアフターダーク」で中継された。12月22日に地元愛知県豊橋市に凱旋帰郷、世界王座獲得の報告に訪れた豊橋市役所で豊橋市スポーツ特別賞を授与され、母校の桜丘中学校・高等学校では全校生徒と王座決定戦の試合映像を観戦し、質疑応答で後輩達に直接メッセージを送った。
2018年1月19日、ネバダ州アスレチック・コミッションの定例会議で、ファーマー戦試合4日前の2017年12月5日に実施された抜き打ちのドーピング検査で、尾川の尿サンプルから禁止薬物のアンドロスタネディオル（合成テストステロン）がAサンプル、Bサンプル共に陽性反応を示していたことが明らかにされた。帝拳ジムの本田明彦会長は「11月20日頃に風邪をひいて薬を飲んだことや、アトピーの薬の使用などの申告漏れがあった」と説明した。
2018年4月18日、ネバダ州コミッションは“尾川の勝利”とされた前年12月のIBF世界スーパーフェザー級王座決定戦について“無効試合”の裁定を下して試合結果を訂正した。この結果、尾川の王座獲得は無効となり、同コミッションから6ヵ月の資格停止処分を受け、7万ドルのファイトマネーから20％の1万4千ドル（約150万円）の罰金支払いを命じられた。尾川は禁止薬物を意図的に摂取したことを否定し、試合までの6か月間に摂取した食べ物やサプリメントなどのリストを提出、原因は持病のアトピー性皮膚炎の塗り薬が有力と考えていたものの、リスト中のいずれにもテストステロンは含まれていなかったとの分析結果がネバダ州コミッションより出されていた。これを受けて5月28日、日本ボクシングコミッション（JBC）は、尾川に対して2017年12月10日に遡ってボクサーライセンスの1年間停止処分を科した。これにより尾川は同年12月9日まで日本国内での試合に出場することは出来なくなった。
2018年12月10日、日本ボクシングコミッション（JBC）は尾川のライセンス停止期間が終了し、処分が解除されたことを発表した。
2019年2月2日、後楽園ホールでフィリピンライト級王者のロルダン・アルデアを相手に再起戦を行い、10回3-0（97-93、98-92、99-92）で判定勝ちを収めた。
2019年7月6日、後楽園ホールでフィリピンフェザー級12位のグレン・メデュラと対戦し、4回終了TKO勝ちを収めた。
2019年12月7日、後楽園ホールでWBO世界スーパーフェザー級6位でWBOアジアパシフィックスーパーフェザー級王者のジョー・ノイナイとWBOアジアパシフィックスーパーフェザー級タイトルマッチを行う。試合は互いに偶然のバッティングにより流血が激しく、5回2分7秒1-1（47-48、49-46、48-48）負傷判定で引き分けとなり、王座獲得とはならなかった。
2020年10月2日、後楽園ホールでIBF世界スーパーフェザー級8位で元日本ライト級王者の西谷和宏と対戦し、10回3-0（97-91×3）で判定勝ちを収めた。
2021年8月11日、9日後の20日にアラブ首長国連邦のドバイで予定されていたIBF世界スーパーフェザー級王座決定戦が、対戦相手の同級1位シャフカッツ・ラヒモフが怪我をしたために延期になったことが帝拳ジムより発表された。その後、負傷したラヒモフの復帰に時間を要することが考慮され、対戦相手がアジンガ・フジレに変更となった。
2021年11月27日、アメリカ合衆国のニューヨーク・フールー・シアターにてテオフィモ・ロペスVSジョージ・カンボソス・ジュニアの前座で、IBF世界スーパーフェザー級2位アジンガ・フジレ（南アフリカ）とIBF世界スーパーフェザー級王座決定戦を行い、5回にダウンを奪い、更に最終12回に2度のダウンを奪うなど試合を支配して3-0（115-110×2、114-111）の判定勝ちを収め、ドーピング違反で一度は幻となっていた王座を改めて獲得した。
2021年12月7日、エディー・ハーンのマッチルーム・スポーツ・USAと複数試合契約を交わした。
2022年6月4日にウェールズのカーディフ・モーターポイント・アリーナ・カーディフでジョー・コルディナと対戦し、2回1分15秒KO負けで王座から陥落した。
2023年4月1日、後楽園ホールでクライ・セッタポンと対戦し、5回2分39秒TKO勝ちを収めて再起戦を勝利で飾った。
2023年9月2日、後楽園ホールでOPBF東洋太平洋ライト級15位のマービン・エスクエルドと対戦し、10回3-0（98-92×2、99-91）の判定勝ちを収めた。

## 獲得タイトル
- 第68回東日本新人王トーナメントスーパーフェザー級部門優勝・MVP
- 第58回全日本新人王決勝戦スーパーフェザー級部門優勝・MVP
- 第46代日本スーパーフェザー級王座（防衛5=返上）
- IBF世界スーパーフェザー級王座（防衛0）

## 戦績
- プロボクシング - 33戦29勝（21KO）2敗1分1無効試合

| 戦           | 日付           | 勝敗 | 時間     | 内容        | 対戦相手                   | 国籍             | 備考                                            |
| ------------ | -------------- | ---- | -------- | ----------- | -------------------------- | ---------------- | ----------------------------------------------- |
| 1            | 2010年4月30日  | ☆    | 3R 2:35  | TKO         | 林崎智嘉志（八王子中屋）   | 日本             | プロデビュー戦                                  |
| 2            | 2010年7月3日   | ☆    | 4R 1:19  | TKO         | ギャランター斉藤（TI山形） | 日本             |                                                 |
| 3            | 2010年10月2日  | ☆    | 2R 0:55  | TKO         | 入江寛（博多協栄）         | 日本             |                                                 |
| 4            | 2011年8月2日   | ☆    | 1R 2:26  | KO          | 仲田詢弥（大橋）           | 日本             | 2011年東日本スーパーフェザー級新人王準々決勝    |
| 5            | 2011年9月27日  | ☆    | 4R       | 判定3-0     | 濱名潤（帝拳）             | 日本             | 2011年東日本スーパーフェザー級新人王準決勝      |
| 6            | 2011年11月3日  | ☆    | 2R 2:00  | KO          | 伊原健太（三迫）           | 日本             | 2011年東日本スーパーフェザー級新人王決勝        |
| 7            | 2011年12月18日 | ☆    | 5R       | 判定3-0     | 西脇一歩（六島）           | 日本             | 2011年全日本スーパーフェザー級新人王決勝        |
| 8            | 2012年4月16日  | ☆    | 3R 2:17  | TKO         | 村瀬将司（畑中）           | 日本             |                                                 |
| 9            | 2012年8月4日   | ★    | 5R 0:11  | TKO         | 三好祐樹（FUKUOKA）        | 日本             |                                                 |
| 10           | 2013年6月1日   | ☆    | 2R 2:44  | TKO         | 佐藤駿介（北澤）           | 日本             |                                                 |
| 11           | 2013年11月2日  | ☆    | 1R 2:14  | TKO         | 三好祐樹（FUKUOKA）        | 日本             |                                                 |
| 12           | 2014年3月1日   | ☆    | 2R 1:00  | KO          | ヨン・アーメッド           | インドネシア     |                                                 |
| 13           | 2014年6月7日   | ☆    | 4R 0:38  | TKO         | ガブリエル・ロヨ           | フィリピン       |                                                 |
| 14           | 2014年10月22日 | ☆    | 7R 0:44  | TKO         | 高畑里望（ドリーム）       | 日本             |                                                 |
| 15           | 2015年2月7日   | ☆    | 3R 0:51  | TKO         | 中野和也（花形）           | 日本             |                                                 |
| 16           | 2015年6月6日   | ☆    | 6R 0:53  | KO          | レイモンド・セルモナ       | フィリピン       |                                                 |
| 17           | 2015年9月22日  | ☆    | 10R 2:32 | TKO         | デイビ・フリオ・バッサ     | コロンビア       |                                                 |
| 18           | 2015年12月14日 | ☆    | 5R 2:28  | 負傷判定3-0 | 内藤律樹（E&Jカシアス）    | 日本             | 日本スーパーフェザー級タイトルマッチ            |
| 19           | 2016年4月2日   | ☆    | 9R 1:36  | KO          | 杉田聖（奈良）             | 日本             | 日本王座防衛1                                   |
| 20           | 2016年9月10日  | ☆    | 10R 3:04 | TKO         | 松下拳斗（千里馬神戸）     | 日本             | 日本王座防衛2                                   |
| 21           | 2016年12月3日  | ☆    | 10R      | 判定3-0     | 内藤律樹（E&Jカシアス）    | 日本             | 日本王座防衛3                                   |
| 22           | 2017年3月2日   | ☆    | 10R      | 判定2-0     | 杉田聖（奈良）             | 日本             | 日本王座防衛4                                   |
| 23           | 2017年7月1日   | ☆    | 2R 2:00  | TKO         | 山元浩嗣（ワタナベ）       | 日本             | 日本王座防衛5                                   |
| 24           | 2017年12月9日  | ー   | 12R      | NC          | テヴィン・ファーマー       | アメリカ合衆国   | IBF世界スーパーフェザー級王座決定戦             |
| 25           | 2019年2月2日   | ☆    | 10R      | 判定3-0     | ロルダン・アルデア         | フィリピン       |                                                 |
| 26           | 2019年7月6日   | ☆    | 4R 終了  | TKO         | グレン・メデュラ           | フィリピン       |                                                 |
| 26           | 2019年12月7日  | △    | 5R 2:07  | 負傷判定1-1 | ジョー・ノイナイ           | フィリピン       | WBOアジア太平洋スーパーフェザー級タイトルマッチ |
| 27           | 2020年10月2日  | ☆    | 10R      | 判定3-0     | 西谷和宏（VADY）           | 日本             |                                                 |
| 28           | 2021年11月27日 | ☆    | 12R      | 判定3-0     | アジンガ・フジレ           | 南アフリカ共和国 | IBF世界スーパーフェザー級王座決定戦             |
| 29           | 2022年6月4日   | ★    | 2R 1:15  | KO          | ジョー・コルディナ         | イギリス         | IBF王座陥落                                     |
| 30           | 2023年4月1日   | ☆    | 5R 2:39  | TKO         | クライ・セッタポン         | タイ             |                                                 |
| 31           | 2023年9月2日   | ☆    | 10R      | 判定3-0     | マルビン・エスキエルド     | フィリピン       |                                                 |
| 32           | 2024年10月5日  | ☆    | 4R 1:04  | KO          | アラン・アルベルカ         | フィリピン       |                                                 |
| 33           | 2025年4月5日   | ☆    | 5R 終了  | TKO         | メルチョール・ロダ         | フィリピン       |                                                 |
| テンプレート |                |      |          |             |                            |                  |                                                 |